# Ben Cottrell
Ben Aaron Cottrell (Londres, 31 de octubre de 2001) es un futbolista británico que juega en la demarcación de centrocampista en el MFK Zemplín Michalovce de la Superliga de Eslovaquia.

## Biografía
Tras formarse en las filas inferiores del Arsenal F. C., finalmente hizo su debut con el primer equipo en la temporada 2020-21 el 10 de diciembre de 2020 en un encuentro de la Liga Europa de la UEFA contra el Dundalk F. C. tras sustituir a Emile Smith Rowe en el minuto 77 en un encuentro que ganó el Arsenal por 2-4. Desde entonces siguió jugando con las categorías inferiores hasta que en agosto de 2023 se marchó definitivamente al N. Š. Mura. Allí estuvo una temporada y, tras unos meses sin equipo, en diciembre de 2024 se unió al MFK Zemplín Michalovce.

## Clubes
| Club                   | País       | Año       | Partidos | Goles |
| ---------------------- | ---------- | --------- | -------- | ----- |
| Arsenal F. C.          | Inglaterra | 2020-2023 | 1        | 0     |
| N. Š. Mura             | Eslovenia  | 2023-2024 | 14       | 0     |
| MFK Zemplín Michalovce | Eslovaquia | 2024-     | 9        | 1     |